# Kimitachi wa Dō Ikiru ka (película de 2023)
Kimitachi wa Dō Ikiru ka (君たちはどう生きるか?   lit. «¿Cómo vives?»), El niño y la garza (en Hispanoamérica), El chico y la garza (en España), es una película de animación de 2023 escrita y dirigida por Hayao Miyazaki, con producción de animación de Studio Ghibli. La cinta está basada en la novela homónima de 1937 escrita por Genzaburō Yoshino, pero la película presenta una historia original que no guarda relación con la novela. La película se estrenó el 14 de julio de 2023 en Japón, a pesar de haber sido fijada inicialmente para antes de los Juegos Olímpicos de Tokio 2020.
Se trata de la película más simbólica y metafórica del director, pero es también la más personal. Cuando Miyazaki propuso la idea a su productor, Toshio Suzuki, advirtió a este que efectivamente haría una nueva película, pero con la condición de poder contar una historia que hablase sobre él mismo y su vida. El director quiso crear una película dedicada a su nieto, que sirva como testamento o enseñanza para cuando este crezca y deba enfrentarse a la vida.
La película fue gratamente aclamada por la crítica internacional y recaudó más de 282 millones de dólares en taquilla, batiendo récords mundialmente y consiguiendo hitos para el estudio y el director. Entre sus numerosos reconocimientos y premios, la cinta ganó el premio Óscar a la mejor película de animación de 2023. El Globo de Oro a la mejor película animada y el BAFTA en la misma categoría (transformándose así en la primera película de animación tradicional y en la primera cinta extranjera en recibir estos premios). En los premios Globo de Oro fue nominada también a mejor banda sonora. El National Board of Review la nombró además como una de las 10 películas más destacadas de 2023.

## Argumento
En 1943, durante la Guerra del Pacífico, Hisako, la madre de Mahito Maki, de 12 años, muere en un incendio. El padre de Mahito, propietario de una fábrica de municiones, se vuelve a casar, con la hermana menor de su difunta esposa, y se trasladan a su finca en el campo, donde viven con varias sirvientas. Mahito lucha por adaptarse a su nuevo entorno mientras continúa lidiando con el dolor por la muerte de su madre, no encaja en la escuela y soporta una relación tensa con Natsuko, quien ahora está embarazada. Mahito también se encuentra con una misteriosa garza real en la finca que lo molesta con frecuencia.

## Voces
| Personaje      | Seiyū           | Actores de voz    | Actores de voz     | Actores de voz   |
| -------------- | --------------- | ----------------- | ------------------ | ---------------- |
| Mahito         | Soma Santoki    | Emilio Treviño    | Jon Samaniego      | Luca Padovan     |
| Garza          | Masaki Suda     | Alfonso Herrera   | Juan Antonio Soler | Robert Pattinson |
| Himi           | Aimyon          | Elizabeth Infante | Elena Jiménez      | Karen Fukuhara   |
| Natsuko        | Yoshino Kimura  | Marisol Romero    | Cecilia Santiago   | Gemma Chan       |
| Shoichi        | Takuya Kimura   | Gerardo García    | Óscar Castellanos  | Christian Bale   |
| Tío abuelo     | Shōhei Hino     | Alejandro Villeli | José Ángel Juanes  | Mark Hamill      |
| Kiriko         | Ko Shibasaki    | Valca Ponzanelli  | Conchi López       | Florence Pugh    |
| Viejo pelícano | Kaoru Kobayashi | Octavio Rojas     | Eduardo Gutiérrez  | Willem Dafoe     |
| Rey Periquito  | Jun Kunimura    | Salvador Delgado  | Enrique Jordá      | Dave Bautista    |

## Producción

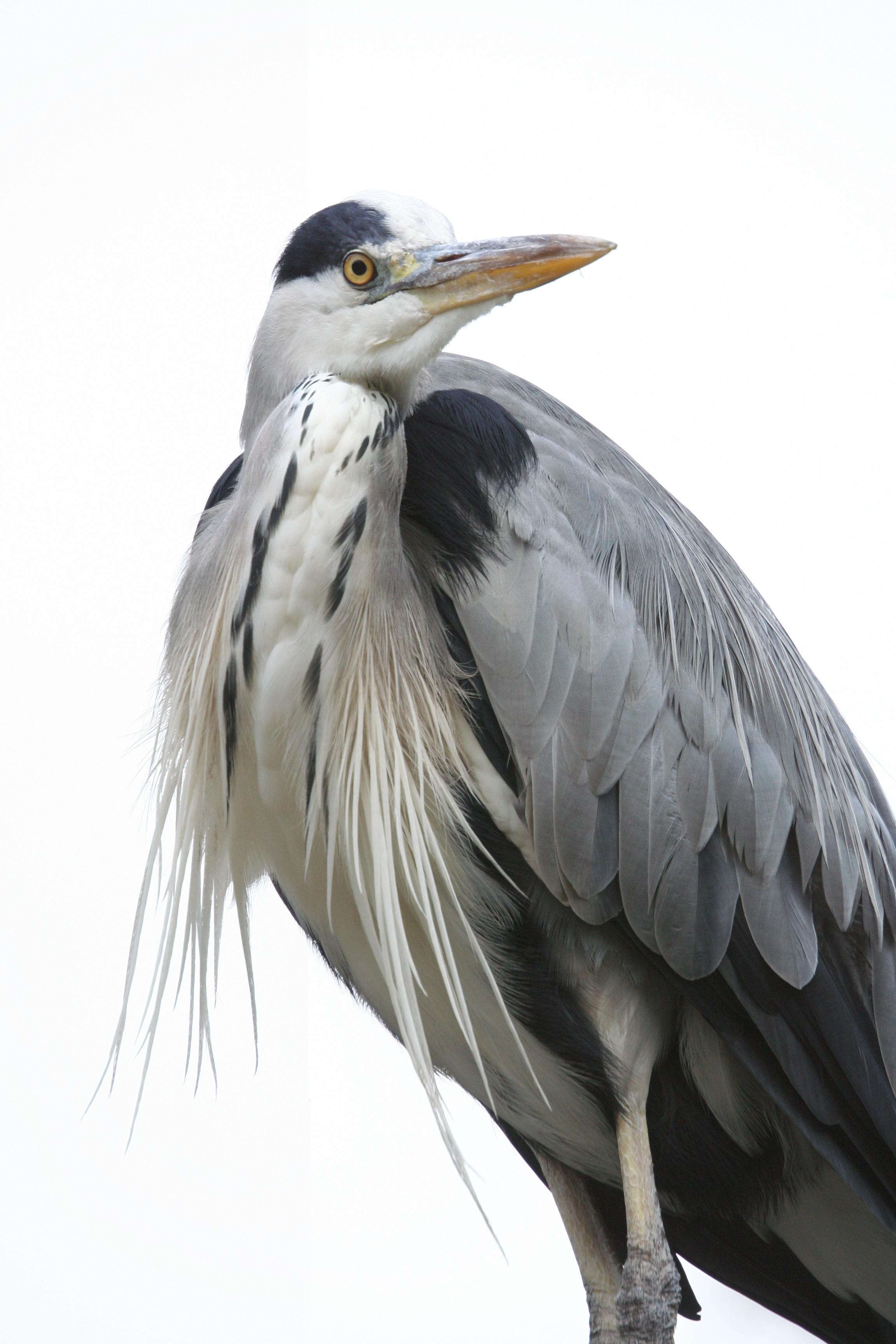
Imagen de una garza real

Miyazaki inició los trabajos de animación en julio de 2016, hecho que fue más tarde confirmado por el ejecutivo del estudio Toshio Suzuki. Tras el regreso al trabajo de Miyazaki después de su retiro, Studio Ghibli reabrió con muchos de los últimos colaboradores que trabajaban en el proyecto.
En octubre de 2017, Studio Ghibli anunció que la película se titularía Kimitachi wa Dō Ikiru ka, traducido literalmente como ¿Cómo viven ustedes? La película se inspira en parte en el libro ¿Cómo Vives?, de Genzaburō Yoshino.
Toshio Suzuki reveló que Miyazaki trabajó en la película para que su nieto lo recuerde una vez este muera. También reveló que Miyazaki salió de su retiro decidido a realizar una nueva película de animación con la condición de que esta tratase sobre su propia vida. Por esta razón, muchos personajes de la película, según las palabras del propio productor, parecen representar a personas relevantes para la vida del director y del propio Studio Ghibli. Miyazaki quiso realizar una película llena de paralelismos con su vida y la situación actual del estudio de animación japonés que fundó junto a su compañero y amigo Isao Takahata, que falleció poco después de que la película comenzase su producción.
Según Suzuki, el fallecimiento de Takahata, gran amigo de Miyazaki y cofundador del estudio, afectó duramente al director durante el proceso de definición de la historia del filme y esto hizo que cambiase ligeramente el transcurso de la trama y la centrase más en la relación del protagonista con la garza real. A pesar de haberle dado una vuelta antes del comienzo de la producción, la historia definitiva sí que mantuvo el final que había pensado originalmente y al productor le sorprendió ver que también había mantenido al personaje que Suzuki cree que representaba en gran parte al maestro Takahata.
La producción de la película duró aproximadamente siete años, de los cuales dos años y medio se dedicaron a las actividades de preproducción y unos cinco años a la fase de producción. La cinta enfrentó ciertos retrasos, algunos relacionados con la pandemia de COVID-19 y otros debidos al actual lento ritmo de animación de Miyazaki. La financiación del proyecto implicó acuerdos de transmisión de películas anteriores de Studio Ghibli en diferentes plataformas de streaming. Según el productor, esta es la película más cara jamás producida en Japón.

## Lanzamiento
El 13 de diciembre de 2022, Tōhō declaró que Kimitachi wa Dō Ikiru ka se estrenaría en cines el 14 de julio de 2023 en Japón.
La película se estrenó sin ninguna campaña de mercadotecnia tradicional, sin tráileres ni imágenes promocionales de la película publicadas antes de su estreno, con la excepción de un único póster. La decisión fue ideada por el productor de la película, Toshio Suzuki. El 29 de junio de 2023, durante el día de apertura de la exposición Friday Road Show and Ghibli Exhibition Tokyo, Suzuki habló públicamente de que Miyazaki estaba "preocupado" por la falta de publicidad de la película, pero afirmó que confiaba en el trabajo que había detrás y creía que era lo mejor para la película. Es la primera película de Ghibli y la única de Miyazaki que se estrenó simultáneamente en IMAX, así como en otros formatos de alta gama como Dolby Atmos, Dolby Cinema y DTS:X.

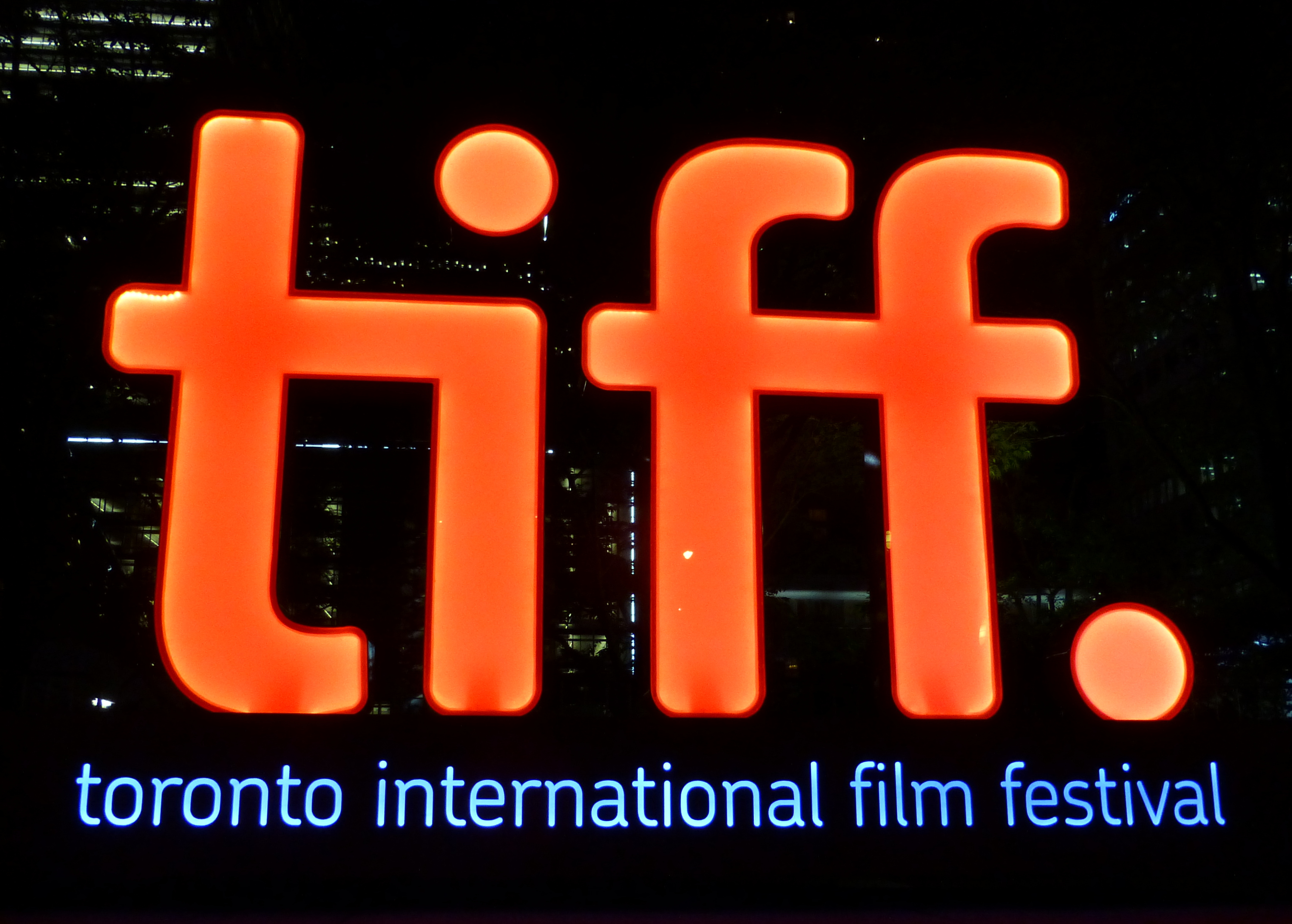
El estreno internacional de la película fue durante el Festival de Cine de Toronto de 2023.

Tras el estreno de la película en Japón, la distribuidora estadounidense GKIDS adquirió los derechos para Estados Unidos y Canadá, con la película siendo titulada The Boy and the Heron en inglés, usando ese título como base para el mercado internacional, y estrenándose en esos territorios el 8 de diciembre de 2023.
La película tuvo su estreno internacional en el Festival Internacional de Cine de Toronto de 2023 como película de apertura el 7 de septiembre, convirtiéndose en la primera película animada de la historia en abrir el festival y la "película de la noche de apertura más fuerte del festival en décadas", según los críticos. La película también se proyectó en el 71º Festival Internacional de Cine de San Sebastián, el Festival de Cine de Nueva York de 2023, el 56º Festival Internacional de Cine de Sitges y el 42º Festival Internacional de Cine de Vancouver.
En España, finalmente, Kimitachi wa Dō Ikiru ka se estrenó al público el 27 de octubre de 2023 en cines españoles, distribuida por Vértigo Films. En Latinoamérica, el estreno varió de acuerdo al territorio, estrenándose primero en México el 28 de diciembre de 2023, el 11 de enero de 2024 en Argentina, Chile, Paraguay y Perú, el 25 de enero de 2024 en Colombia, y, finalmente, el 16 de mayo de 2024 en Venezuela, distribuida y licenciada por Cine Caníbal.

## Recepción

### Taquilla

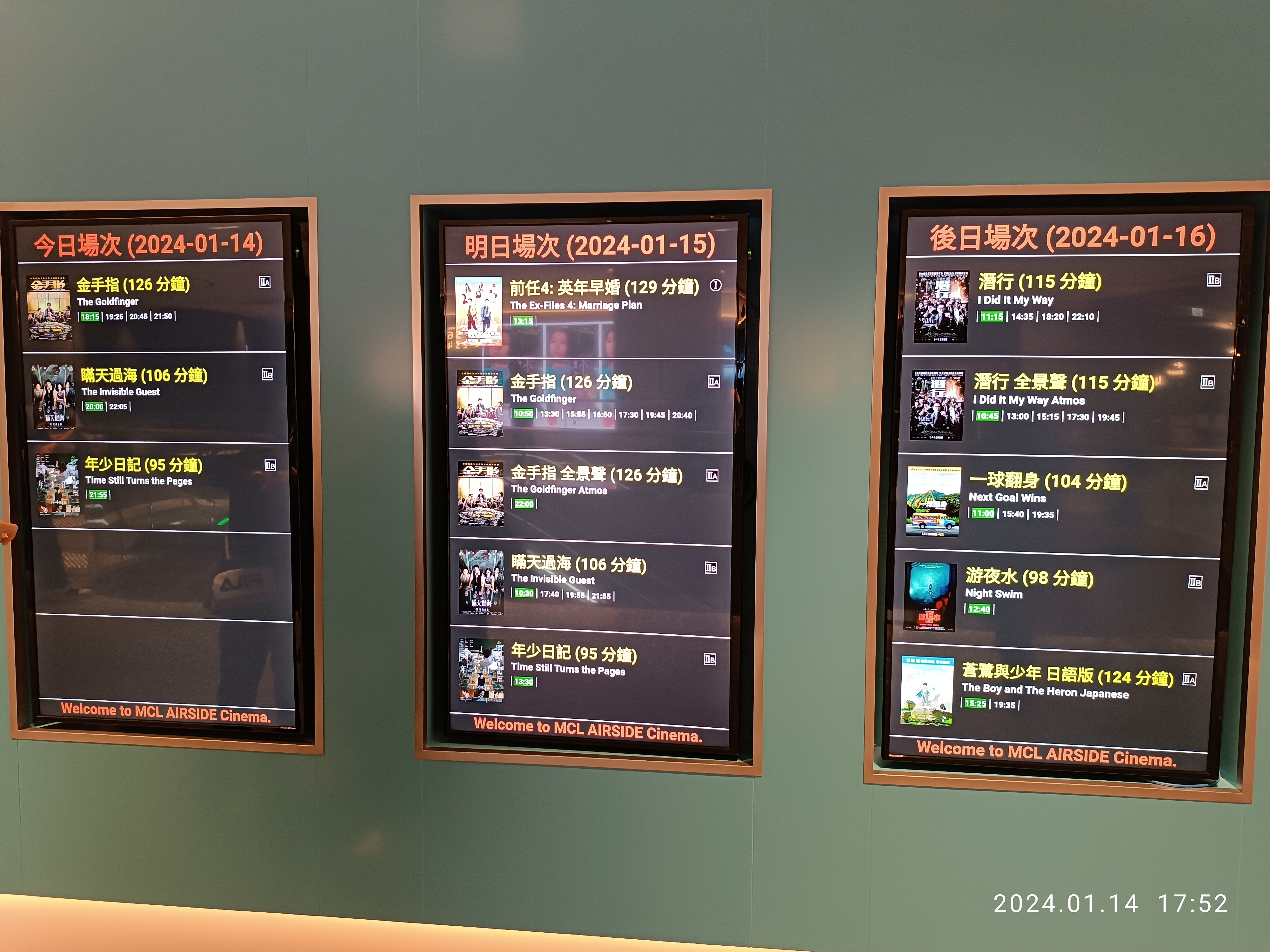
La película fue la que más recaudó de Studio Ghibli en el día de su estreno en Japón y, además, estableció un record en el formato IMAX.

#### Japón
En su fin de semana de apertura, Kimitachi wa Dō Ikiru ka recaudó 1.830 millones de yenes (13.2 millones de dólares), siendo el mayor estreno en yenes de Studio Ghibli en su historia. En IMAX, la película recaudó 1.7 millones de dólares, estableciendo un récord para este formato en Japón. En su segundo fin de semana, Kimitachi wa Dō Ikiru ka recaudó 831 millones de yenes (7.52 millones de dólares). En su tercer fin de semana, Kimitachi wa Dō Ikiru ka recaudó 563 millones de yenes (3.95 millones de dólares).
Hasta el 17 de diciembre de 2023, la película recaudó en total 8.640 millones de yenes.
Aunque aún seguía proyectándose en los cines japoneses con la versión original de la cinta, tras ganar el Óscar a la Mejor Película de Animación en la ceremonia de 2024, la película se reestrenó en cines japoneses con el doblaje estadounidense del film.Gracias a este reestreno, la película superó los 9 mil millones de yenes de taquilla.

#### Mercado internacional
La película recaudó más de 300 millones de dólares a nivel mundial. El estreno de la cinta en Estados Unidos el 8 de diciembre de 2023 rompió varios récords y consiguió que la película liderase la taquilla del mercado norteamericano durante el fin de semana de su estreno con 12.8 millones de dólares recaudados, transformándose así en la primera película original de anime que conseguía el número 1 de la taquilla estadounidense. En España, la cinta se transformó en la película más taquillera de la historia de Studio Ghibli, con más de 1.3 millones de euros recaudados, superando el previo éxito del director, El viaje de Chihiro. En Italia, la película arrasó en su estreno el día 1 de enero de 2024, liderando la taquilla y acumulando más de 2 millones de euros en sus primeros cuatro días. En Reino Unido, se transformó en el mayor estreno del estudio en su primera semana, acumulando 2,2 millones de dólares. En China, la película arrasó durante su estreno, logrando recaudar más de 73 millones de dólares en tan solo 5 días y, en su recorrido, finalmente logró sobrepasar los más de 100 millones en el país asiático.

### Crítica
En el sitio web agregador de reseñas Rotten Tomatoes, el 97 % de las 255 reseñas de los críticos fueron positivas, con una calificación promedio de 8.8/10 por parte de la audiencia. El consenso del sitio web dice: «Explorando de forma conmovedora temas que invitan a la reflexión a través de una óptica bellamente animada, Kimitachi wa Dō Ikiru ka es otra obra maestra de Miyazaki». Metacritic, que utiliza una media ponderada, le asignó una puntuación de 91 sobre 100 basada en 53 críticas, lo que indica "aclamación universal".
A pesar de que en Japón las reacciones iniciales a la película fueron descritas como "mixtas aunque mayormente favorables", la película rápidamente obtuvo aclamación de la crítica en Japón. Eiga Channel elogió la película como una de las mejores de Ghibli en términos visuales y narrativos, pero señaló que los no sean entusiastas de Ghibli podrían encontrar confusas las rápidas transiciones entre escenas. La revista de cine y cultura Cinemas+ constató que la película recurre a motivos y personajes de toda la carrera de Miyazaki, incrustándolos en una narrativa algo más oscura, compleja y personal que muchas de sus obras. Del mismo modo, Time Out Japan elogió la película como "una obra maestra madura y compleja, que entrelaza el pasado, el presente y el futuro del director, un bello enigma que promete merecer la espera". Cezary Jan Strusiewicz, de Polygon, consideró que los elementos fantásticos son "absolutamente hermosos, y naturalmente incluyen tomas de la clásica comida de Ghibli, de aspecto increíblemente delicioso", y escribió que la gente "puede ver esta película una y otra vez, encontrando siempre algo nuevo y emocionante en ella". Afirmó que hay una nostálgica añoranza del pasado que evoca la impresión de un director que reflexiona sobre su carrera antes de retirarse, y esto subraya "los ingredientes de un canto del cisne perfecto". En su reseña para The Japan Times, Matt Schley otorgó a la película una puntuación de 4.5 sobre 5 estrellas, expresando que, aunque su posición dentro de su lista de obras favoritas de Miyazaki sigue siendo incierta, hubo momentos que le dejaron sin aliento. Aunque reconoce la complejidad de la película y la posibilidad de que no resuene en todos los espectadores, el autor de Full Frontal, Matteo Watzky, considera que estas cualidades son sus mejores aspectos, ya que demuestran el talento, la sutileza y la imaginación de Miyazaki.
Las primeras críticas internacionales fueron "unánimemente positivas". Caryn James, de la BBC, la calificó con 5 sobre 5 estrellas y opinó que la película es la culminación de la carrera de Miyazaki y, por tanto, "puede requerir varios visionados para asimilar plenamente el ritmo constante de la narrativa y el rico tapiz de imágenes". Opinó, además, que la película presenta una narrativa que mezcla la tragedia bélica y la exploración sobrenatural a través del personaje de Mahito, caracterizado por la meticulosa atención al detalle de Miyazaki, una paleta vibrante y la perfecta interacción entre la realidad y lo sobrenatural, con personajes que adoptan formas oníricas que ejemplifican la innovadora narrativa y la destreza visual de Miyazaki. Tomris Laffly, en su artículo para TheWrap, resumió la película como "un canto del cisne tan personal, ingenioso y, en última instancia, atemporal" y la consideró "la película más profunda y oscura de Studio Ghibli" desde La tumba de las luciérnagas. David Ehrlich, de IndieWire, que calificó a la película con una "A", escribió que "Miyazaki se despide de nosotros y del desmoronado reino de sueños y locura que pronto dejará atrás de una forma tan manifiesta que, de algún modo, se resuelve en una despedida aún más adecuada que la de Kaze Tachinu, una despedida agraciada con el sobrecogimiento divino y la desgarradora nostalgia de ver a un verdadero inmortal hacer las paces con su propia muerte". Rafael Motamayor, de IGN, reseñó Kimitachi wa Dō Ikiru ka como la "película visualmente más compleja" de Ghibli y le otorgó una puntuación de 9 sobre 10, donde expresó cómo Miyazaki ha ofrecido una conclusión excepcional a su distinguida carrera a través de una "impresionante aventura animada" que recuerda al público la fortuna de presenciar las creaciones cinematográficas de Studio Ghibli. En un lado menos positivo, el escritor de The Guardian Radheyan Simonpillai, dándole a la película 3 sobre 5 estrellas, la vio como "una adición más suave y lenta, aunque no menos conmovedora, a su canon".

### Premios y nominaciones
| Premio                                                           | Fecha                    | Categoría                           | Nominado                 | Resultado   | Ref.   |
| ---------------------------------------------------------------- | ------------------------ | ----------------------------------- | ------------------------ | ----------- | ------ |
| Festival Internacional de Cine de Toronto                        | 17 de septiembre de 2023 | Premio elegido por el público       | Kimitachi wa Dō Ikiru ka | Subcampeona | [ 59 ] |
| Imagine Film Festival                                            | 4 de noviembre de 2023   | Premio Silver Scream                | Kimitachi wa Dō Ikiru ka | Ganadora    | [ 60 ] |
| New York Film Critics Circle Awards                              | 30 de noviembre de 2023  | Mejor película animada              | Kimitachi wa Dō Ikiru ka | Ganadora    | [ 61 ] |
| National Board of Review Awards                                  | 6 de diciembre de 2023   | 10 Películas más Destacadas         | Kimitachi wa Dō Ikiru ka | Ganadora    | [ 62 ] |
| Premios de la Asociación de Críticos de Cine de Boston           | 10 de diciembre de 2023  | Mejor película animada              | Kimitachi wa Dō Ikiru ka | Ganadora    | [ 6 ]  |
| Premios de la Asociación de Críticos de Cine de Los Ángeles      | 10 de diciembre de 2023  | Mejor película de animación         | Kimitachi wa Dō Ikiru ka | Ganadora    | [ 6 ]  |
| Premios de la Asociación de Críticos de Cine de Washington D. C. | 10 de diciembre de 2023  | Mejor película animada              | Kimitachi wa Dō Ikiru ka | Nominada    | [ 63 ] |
| Premios de la Asociación de Críticos de Cine de Washington D. C. | 10 de diciembre de 2023  | Mejor actuación de voz              | Masaki Suda              | Nominada    | [ 63 ] |
| Premios de la Asociación de Críticos de Cine de Chicago          | 12 de diciembre de 2023  | Mejor película animada              | Kimitachi wa Dō Ikiru ka | Ganadora    | [ 64 ] |
| Premios de la Asociación de Críticos de Cine de Chicago          | 12 de diciembre de 2023  | Mejor película extranjera           | Kimitachi wa Dō Ikiru ka | Nominada    | [ 64 ] |
| Premios de la Asociación de Críticos de Cine de San Luis         | 17 de diciembre de 2023  | Mejor película animada              | Kimitachi wa Dō Ikiru ka | Subcampeona | [ 65 ] |
| Toronto Film Critics Association                                 | 17 de diciembre de 2023  | Mejor película animada              | Kimitachi wa Dō Ikiru ka | Subcampeona | [ 66 ] |
| Premios de la Sociedad de Críticos de Cine de San Diego          | 19 de diciembre de 2023  | Mejor película animada              | Kimitachi wa Dō Ikiru ka | Ganadora    | [ 67 ] |
| Florida Film Critics Circle Awards                               | 21 de diciembre de 2023  | Mejor película                      | Kimitachi wa Dō Ikiru ka | Ganadora    | [ 68 ] |
| Florida Film Critics Circle Awards                               | 21 de diciembre de 2023  | Mejor película en lengua extranjera | Kimitachi wa Dō Ikiru ka | Nominada    | [ 68 ] |
| Florida Film Critics Circle Awards                               | 21 de diciembre de 2023  | Mejor película animada              | Kimitachi wa Dō Ikiru ka | Ganadora    | [ 68 ] |
| Florida Film Critics Circle Awards                               | 21 de diciembre de 2023  | Mejor banda sonora                  | Joe Hisaishi             | Ganadora    | [ 68 ] |
| Astra Film and Creative Arts Awards                              | 6 de enero de 2024       | Mejor película animada              | Kimitachi wa Dō Ikiru ka | Nominada    | [ 69 ] |
| Astra Film and Creative Arts Awards                              | 6 de enero de 2024       | Mejor cineasta internacional        | Hayao Miyazaki           | Ganador     | [ 69 ] |
| Premios Globo de Oro                                             | 7 de enero de 2024       | Mejor película animada              | Kimitachi wa Dō Ikiru ka | Ganadora    | [ 70 ] |
| Premios Globo de Oro                                             | 7 de enero de 2024       | Mejor banda sonora                  | Joe Hisaishi             | Nominado    | [ 70 ] |
| Premios de la Crítica Cinematográfica                            | 14 de enero de 2024      | Mejor película de animación         | Kimitachi wa Dō Ikiru ka | Nominado    | [ 71 ] |
| Premios de la Sociedad Internacional de Cinéfilos                | 10 de febrero de 2024    | Mejor película                      | Kimitachi wa Dō Ikiru ka | Nominado    | [ 72 ] |
| Premios de la Sociedad Internacional de Cinéfilos                | 10 de febrero de 2024    | Mejor banda sonora                  | Joe Hisaishi             | Ganador     | [ 72 ] |
| Premios de la Sociedad Internacional de Cinéfilos                | 10 de febrero de 2024    | Mejor diseño de sonido              | Koji Kasamatsu           | Nominado    | [ 72 ] |
| Premios de la Sociedad Internacional de Cinéfilos                | 10 de febrero de 2024    | Mejor película animada              | Kimitachi wa Dō Ikiru ka | Ganador     | [ 72 ] |
| Premios de la Academia Japonesa                                  | 8 de marzo de 2024       | Mejor película animada              | Kimitachi wa Dō Ikiru ka | Ganador     | [ 73 ] |
| Premios Óscar 2024                                               | 10 de marzo de 2024      | Mejor película animada              | Kimitachi wa Dō Ikiru ka | Ganador     | [ 74 ] |